# Thal (San Galo)
Thal es una comuna suiza del cantón de San Galo, ubicada en el distrito de Rohrschach. La comuna está ubicada en la ribera inferior del lago de Constanza. Limita al norte con las comunas de Nonnenhorn (GER-BY) y Wasserburg (GER-BY), al este con Fußach (AUT-8), Gaißau (AUT-8), Höchst (AUT-8) y Rheineck, al sur con Wolfhalden (AR), Lutzenberg (AR) y Heiden (AR), y al oeste con Rorschacherberg y Horn (TG).
La comuna está compuesta por las localidades de: Altenrhein, Buechen, Buechstig, Buriet, Speck y Staad.